# 阿拉莫广场
阿拉莫广场（Alamo Square）是美国旧金山的一个住宅区和公园。 

## 位置
阿拉莫广场位于西增區（Western Addition），5, 21, 22, 24路巴士到达该区。阿拉莫广场公园位于山顶的四个街块，俯瞰大半个旧金山，周边有许多建筑独特的大型豪宅。南到海斯街（Hayes Street），北到富尔顿街（Fulton Street），西到斯科特街（Scott Street），东到施泰纳街（Steiner Street）。 

## 景点及特色

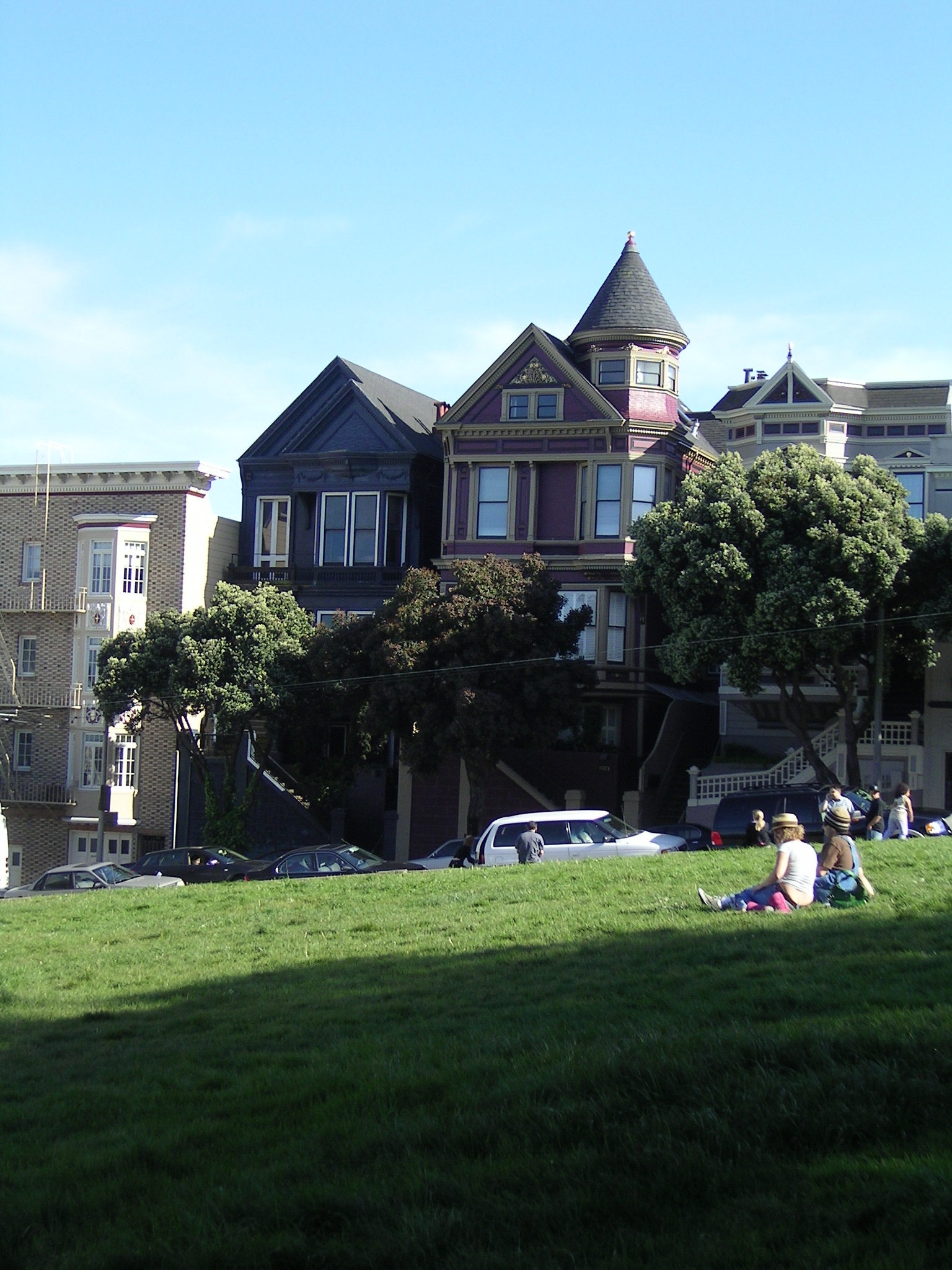
阿拉莫广场

环绕公园的街区称为阿拉莫广场街区。其边界并不明确，但一般认为是东到韦伯斯特街（Webster Street），北到金门大道（Golden Gate Avenue），西到Divisadero街，南到橡树街（Oak Street）。它的特点是维多利亚式建筑。阿拉莫广场地区为旧金山第二大大型住宅集中区域（超过一万平方英尺），仅次于太平洋高地街区。  
公园包括一个操场和一个网球场，附近居民、游客和狗主人经常光顾。在晴天，从公园中心可以看见泛美金字塔以及金门大桥和旧金山-奥克兰海湾大桥的顶部。旧金山市政厅可以看见，就在富尔顿街下面。
面对公园，斯坦纳街上的一排维多利亚式住宅，称为“彩妆女士”（Painted Ladies），经常出现在旧金山全景照的前方。许多电影、电视节目和广告在阿拉莫广场或其周围拍摄。
街区的人口结构也经历了绅士化过程，有许多年轻人和中上阶层房主。分隔阿拉莫广场和北 Panhandle的Divisadero街，拥有许多小型商业，例如热门的餐馆和酒吧。由于阿拉莫广场居民和商人的努力，已导致在这条街上对连锁店的限制。 

## 居民
作家艾丽斯沃克就住在阿拉莫广场公园对面“彩妆女士”中的一座房屋，到1990年代中叶。